# تپه گوژ گول شفقی کندی ۴
تپه گوژ گول شفقی کندی ۴ در شهرستان بوئین‌زهرا، روستای نیریج واقع شده و این اثر در تاریخ ۱۰ مهر ۱۳۸۰ با شمارهٔ ثبت ۳۹۲۹ به‌عنوان یکی از آثار ملی ایران به ثبت رسیده است.